# Ning Fukui
Ning Fukui (chiń. 宁赋魁; ur. 1955) – ambasador Chińskiej Republiki Ludowej. W okresie od kwietnia 2000 do listopada 2003 roku był ambasadorem w Kambodży. Następnie pełnił od września 2005 do października 2008 roku pełnił funkcję ambasadora w Korei Południowej.